# Walter Waldhör
Walter Waldhör (* 21. September 1968 in Kirchdorf an der Krems) ist ein oberösterreichischer Fußballspieler.
Seine Profikarriere begann im Juli 1987 beim SK Vorwärts Steyr, war kurzfristig (September–Dezember 1988) an den damaligen Wolfsberger AC verliehen, spielte 1989/90 für den SV Grün-Weiß Micheldorf in der oberösterreichischen Landesliga. Ab Juli 1990 blieb er für 4 Jahre bei Steyr. Startrainer Otto Barić hielt viel auf den quirligen Stürmer und so wurden seine Einsätze immer häufiger und sein Torkonto erhöhte sich ständig. 1992 schaffte er unter Teamchef Ernst Happel den Sprung ins Nationalteam, bei seinem Debüt im Länderspiel gegen Polen im Mai in Salzburg traf er nur zehn Minuten nach seiner Einwechslung zum ersten, allerdings auch zum einzigen Mal, für das ÖFB-Team. Seine beste Saison für die Vorwärts hatte er in der Saison 1991/92, in welcher er immerhin 7 Tore erzielen konnte.
Schon damals war er vor allem als sogenannter Flügelflitzer und Vorbereiter bekannt, weniger als Torjäger.
Im Juli 1994 wechselte der Almtaler zum damaligen Bundesliga-Verein FC Linz. Bei dieser Mannschaft konnte er sich jedoch gegen den Stürmerstar Christian Stumpf und den talentierten Ronald Brunmayr nicht durchsetzen.
Seine letzte Station in seiner Profi-Karriere wurde ab Jänner 1996 die SV Ried. Dort konnte er noch einmal sein ganzes Können zeigen. Das letzte große Highlight war das Spiel im März 1997 gegen Rekordmeister SK Rapid Wien. In diesem Spiel legte "Wauki" (wie er von seinen Fans genannt wird) zwei Tore auf und erzielte das Dritte selbst.
Im Jänner 1998 beendete er seine Profikarriere und kehrte zu seinen Stammverein Union Pettenbach zurück, wo er bis 31. Dezember 2008 als Spielertrainer tätig war und ab 1. Juli 2014 erneut als Trainer werkt. Dazwischen war er noch Trainer für nicht ganz acht Monate (Oktober 2009 bis 15. Mai 2010) beim SV Grieskirchen und dann noch bei dem ihm "schon bekannten" SV Micheldorf (Juli 2010 – Juni 2014) (Quelle: www.transfermarkt.at).
| Personendaten    | Personendaten                   |
| ---------------- | ------------------------------- |
| NAME             | Waldhör, Walter                 |
| KURZBESCHREIBUNG | österreichischer Fußballspieler |
| GEBURTSDATUM     | 21. September 1968              |
| GEBURTSORT       | Kirchdorf an der Krems          |